# Verbena bipinnatifida
Verbena bipinnatifida — вид трав'янистих рослин родини Вербенові (Verbenaceae), поширений на півдні США, Мексиці, Гватемалі, Гондурасі. Етимологія: лат. bi — «дво-», pinnatus — «перистий», i — сполучна голосна, fidus — «розділяти».

## Опис
Короткоживуча багаторічна рослина заввишки 15–30 см. Суцвіття округлі. Стебло розпростерте. Листки розташовані навпроти, листові пластини яйцеподібні в контурі, багато з них розділені і переділені (двоперисті), довжиною до 3.5 см. Віночок пурпуровий, трохи двосторонній, шириною до 1.6 см, але часто менше. Плід — сухий чорний 4-горішок (мерикарп).

## Поширення
Поширений на півдні США, Мексиці, Гватемалі, Гондурасі.
Населяє піщані, кам'янисті ґрунти, поля, узбіччя, пагорби; росте при повному сонцю; посухостійкий.